# Francesco Gabbani
Francesco Gabbani (Carrara, 9 de septiembre de 1982) es un cantante italiano. Ha sido el primer intérprete que ha ganado el Festival de la Canción de San Remo en dos categorías de forma consecutiva: primero la sección «nuevas propuestas» con la canción Amen en 2016, y luego la sección general con el tema Occidentali's Karma en 2017. Fue además el representante de Italia en el Festival de Eurovisión 2017.

## Trayectoria artística
Nació el 9 de septiembre de 1982 en Carrara, Toscana. Su familia tenía una tienda de instrumentos musicales, algo que le influiría para estudiar solfeo. De joven aprendió a tocar la guitarra, el bajo y el piano, completando la formación profesional en música por el Liceo Clásico de su localidad. Además trabajó durante un tiempo como técnico de sonido.
Cuando cumplió 18 años, formó junto con dos amigos el grupo musical Trikobalto, especializado en pop alternativo, con el que llegaría a publicar dos álbumes y ser telonero de Oasis y Stereophonics. El trío se mantuvo activo hasta 2010, momento en el que Gabbani inicia su trayectoria en solitario. El primer álbum, Greitist Iz, fue publicado en 2013 por el sello independiente DIY Multimedia.
En 2015 fue contratado por la discográfica BMG Rights, bajo la cual prepara su debut en el Festival de la Canción de Sanremo. En 2016 se presentó a la sección «Nuevas propuestas» de Sanremo con la canción Amen, escrita por Fabio Ilacqua y el propio Francesco, cuya letra denuncia las contradicciones de la sociedad contemporánea. Además de proclamarse vencedor de la sección, recibiría tres galardones individuales incluyendo el premio «Mia Martini» de la crítica. El éxito en Sanremo le permite irrumpir en la escena musical italiana no solo con el lanzamiento de un nuevo álbum, Eternamente ora (2016), sino también con composiciones para Francesco Renga (L'amore sa) y Adriano Celentano (Il bambino col fucile).

### Festival de Eurovisión 2017

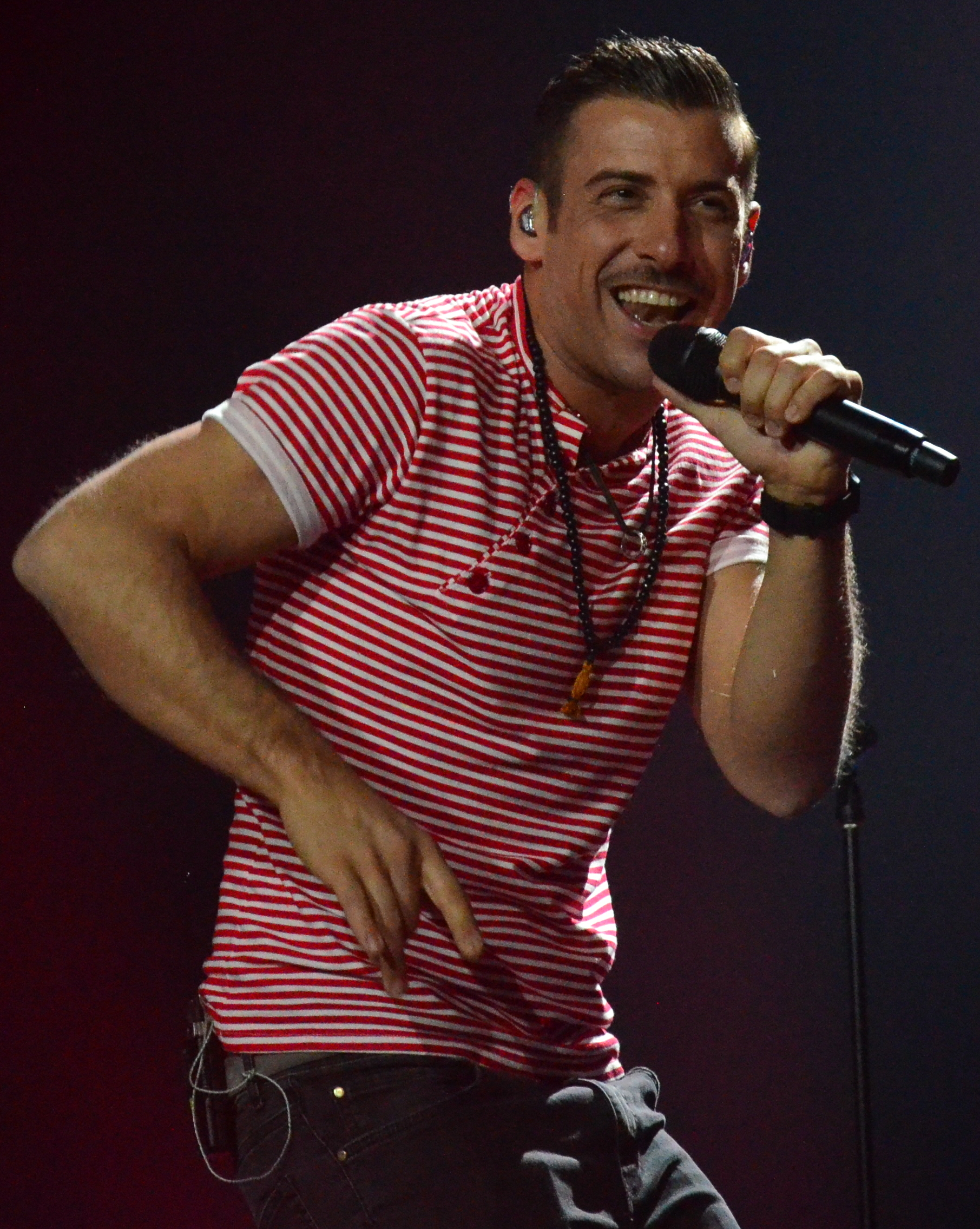
Francesco Gabbani durante los ensayos del Festival de Eurovision 2017 en Kiev

Gabbani volvería a presentarse al Festival de Sanremo 2017, esta vez en la sección general, con la canción Occidentali's Karma («El karma de los occidentales»). Igual que sucedía en Amen, la letra de Occidentali's Karma satiriza aspectos de la sociedad, esta vez de los occidentales que toman elementos de la cultura oriental para occidentalizarlos sin saber bien qué significan. La canción incluye numerosas referencias a las religiones orientales como el Buda y el Nirvana, así como la evolución del hombre desde el mono, idea que tomó del libro El mono desnudo del etólogo Desmond Morris, y que se refuerza en la coreografía con un bailarín disfrazado de simio.
El sencillo fue publicado el 9 de febrero de 2017, un día después de su debut en el evento. Francesco Gabbani se proclamó vencedor del Festival de Sanremo, convirtiéndose en el primer artista que encadenaba dos victorias en distintas secciones; obtuvo el disco de platino en menos de una semana con 50.000 copias vendidas, y se mantuvo en el número uno de ventas durante dos semanas. De igual modo, el videoclip se convirtió en un viral de YouTube con 48 millones de reproducciones en menos de un mes.
Al haber vencido en Sanremo, Gabbani aceptó la oferta de la RAI para convertirse en el representante de Italia en el Festival de la Canción de Eurovisión 2017. A pesar de ser la favorita en las apuestas de pago para llevarse el certamen, terminó en sexta posición en la gran final.

### Después de Eurovisión
El 4 de mayo de 2019, Gabbani anunció el lanzamiento de un cuarto álbum para mediados de 2020 y publicó su primer sencillo, È un'altra cosa. El disco terminaría llamándose Viceversa, título de la canción con la que compitió en el Festival de la Canción de San Remo, resultando segundo clasificado. 
El 14 de febrero de 2020 se publicó su cuarto álbum, Viceversa.

## Discografía
- Greitist Iz (2013)
- Eternamente ora (2016)
- Magellano (2017)
- Viceversa (2020)
- Volevamo solo essere felici (2022)
- Dalla tua parte (2025)